# 緱謙
緱謙（？—？），明中葉安喜(今河北定縣)人，明朝著名將領及大臣。

## 生平
緱謙文武雙全，智勇能戰，在兵部獲擔任都督同知。在明英宗天順七年（公元1463年），哈密地區回民受維民起義。朝廷大臣僉事推薦兵部右侍郎張海以及都督同知緱謙二人出兵鎮壓。明英宗於是賜敕指授二人領兵出征。最終，他們成功令吐蕃人歸諭明室，並獻還入侵明朝的國土。而吐蕃人首領阿黑麻亦願意歸還陝巴及哈密。同時向朝廷求助和歸還他們的使者。至天順八年（公元1464年）農曆1月，有官員上書彈劾張海和緱謙二人經略無功，致使他們被貶官。阿黑麻當時沒有信守承諮，仍然佔據哈密，始終不肯歸還給明朝。明英宗因此而甚爲震怒。
明成化八年（公元1472年），緱謙獲升遷出任遼東總兵官。史書記載其曾經隱匿軍情不報，被著名的都察院右僉都禦使強珍將其「罷鎮去官」。不過後來由於荆州襄陽百萬流民亂事頗多，強珍又在明孝宗弘治二年（公元1489年）以才力可用為由擧薦緱謙繼續出任邊陲重鎮宣府（今河北冀州）都督。同時，宦官汪直挑撥唆擺給事中龐泮等人彈劾「緱謙數失機，強珍不應保奏」。於是緱謙被明孝宗調職為南京右通政。
雖然在緱文恩《陝西延安八合緱氏家譜》（2004年出版）及緱氏祠堂楹聯中記載「緱謙後又因功擢升南京右通政，頗有政聲」之語，卻令人存疑。因為明朝的「右通政」一職是北京和南京通政使的副手，官秩爲從四品，而「總兵官」的官秩爲正二品。緱謙實際上是因過失而被降職，所以談不上是擢升。

## 外部連結及參考來源
- 緱姓-中文百科在線[永久]
- 《明史‧列傳》第六十八 （页面存档备份，存于）